# Élection présidentielle tanzanienne de 2020
L'élection présidentielle tanzanienne de 2020 se tient le 28 octobre 2020 afin d'élire le président de la république unie de Tanzanie ainsi que le vice-président. Des élections législatives sont organisées simultanément.
Le président sortant John Magufuli, éligible pour un second et dernier mandat, est réélu avec plus de 84 % des voix.

## Contexte
Le parti Chama cha Mapinduzi — Parti de la Révolution en swahili, abrégé en CCM — a remporté toutes les élections depuis l'instauration du multipartisme en 1992, que ce soit au niveau national ou à Zanzibar. L'opposition est principalement incarnée par le Parti pour la démocratie et le progrès (Chadema), en progrès notable depuis les années 2010. 
L'élection présidentielle d'octobre 2015 voit à nouveau la victoire du candidat du CCM en la personne de John Magufuli, ministre des Travaux publics, le président sortant Jakaya Kikwete n'ayant pu se représenter après deux mandats, en accord avec la constitution. Surnommé « le bulldozer » pour sa politique de construction d'infrastructures à travers le pays lorsqu'il était ministre, Magufuli est élu sur un programme de lutte contre la corruption, de création d'emploi et d'industrialisation du pays,.

## Système électoral
Le président de la république unie de Tanzanie est élu au scrutin uninominal majoritaire à un tour pour un mandat de cinq ans, renouvelable une seule fois. Chaque candidat se présente avec un colistier, candidat à la vice présidence,.
La proposition de nouvelle constitution de 2014 incluait un passage à un système à deux tours, mais celle ci n'a jamais été adoptée faute de consensus sur l'organisation d'un référendum constitutionnel,.

## Résultats
| Candidat et colistiers   | Candidat et colistiers                          | Parti                    | Voix       | %     |
| ------------------------ | ----------------------------------------------- | ------------------------ | ---------- | ----- |
|                          | John Magufuli Samia Suluhu                      | CCM                      | 12 516 252 | 84,40 |
|                          | Tundu Lissu Salum Mwalim Juma                   | Chadema                  | 1 933 271  | 13,04 |
|                          | Bernard Kamillius Membe Omar Fakih Hamad        | ACT                      | 81 129     | 0,55  |
|                          | Leopord Lucas Mahona Khamis Ali Hassan          | NRA                      | 80 787     | 0,54  |
|                          | Ibrahim Haruna Lipumba Hamida Huweishil Abdalla | CUV                      | 72 885     | 0,49  |
|                          | Autres candidats (10)                           |                          | 145 871    | 0,99  |
|                          |                                                 |                          |            |       |
| Votes valides            | Votes valides                                   | Votes valides            | 14 830 195 | 98,27 |
| Votes blancs et nuls     | Votes blancs et nuls                            | Votes blancs et nuls     | 261 755    | 1,73  |
| Total                    | Total                                           | Total                    | 15 091 950 | 100   |
| Abstention               | Abstention                                      | Abstention               | 14 662 749 | 49,28 |
| Inscrits / participation | Inscrits / participation                        | Inscrits / participation | 29 754 699 | 50,72 |

## Analyse et suites

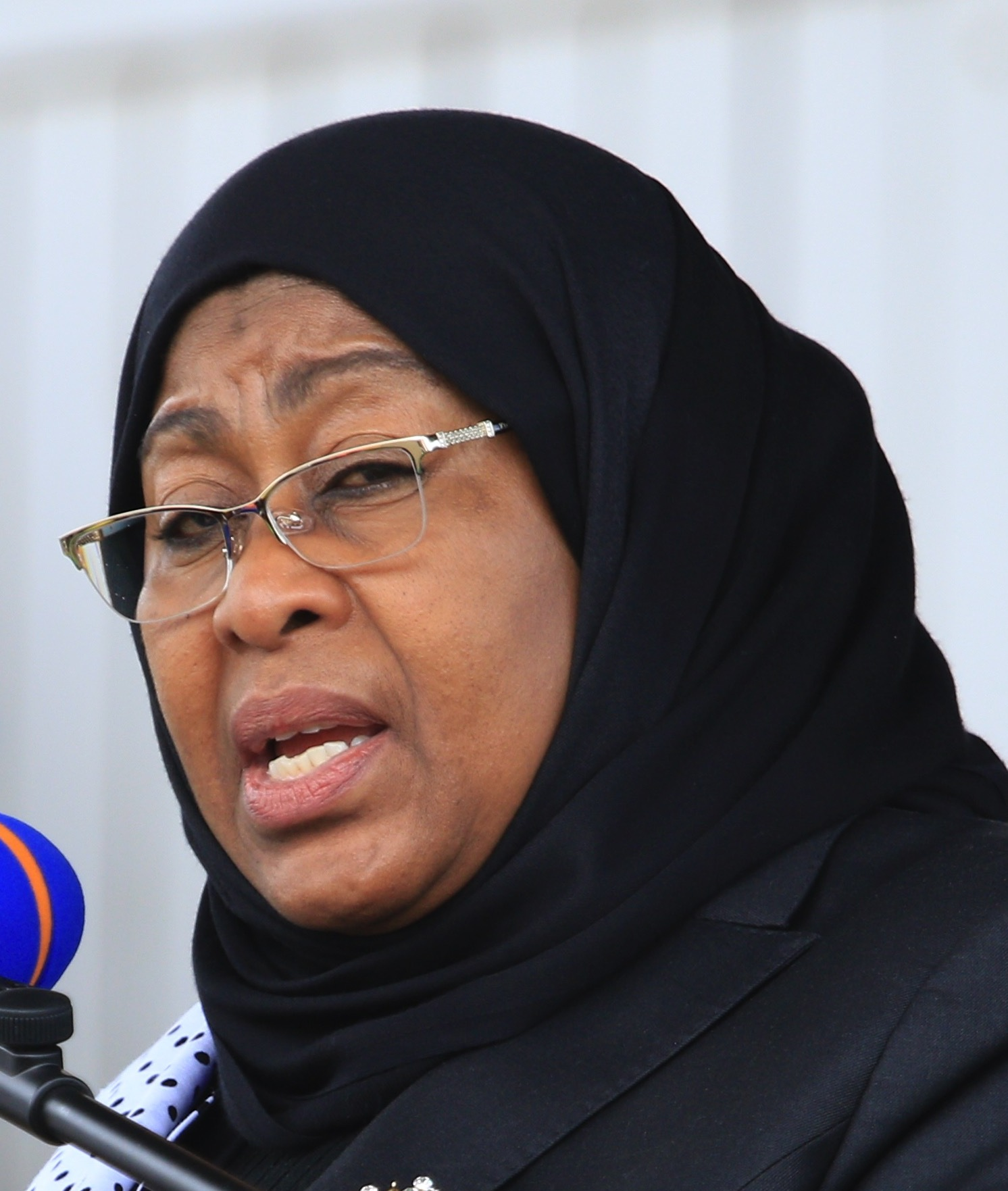
Samia Suluhu

Le président sortant l'emporte avec plus de 84 % des suffrages exprimés, devant son principal rival Tundu Lissu qui n'en réunit qu'un peu plus de 13 %, selon des résultats vivement critiqués par l'opposition et une partie des observateurs internationaux, qui qualifient les élections de truquées. La mission d’observation de la Communauté d'Afrique de l'Est parle quant à elle d'un scrutin « crédible ». John Magufuli prête serment pour un second mandat le 5 novembre 2020.
John Magufuli meurt dans l'exercice de ses fonctions le 17 mars 2021 des suites de problèmes cardiaques. La vice présidente Samia Suluhu devient de droit présidente pour la durée restante de son mandat,.